# Tisbe Martinengo

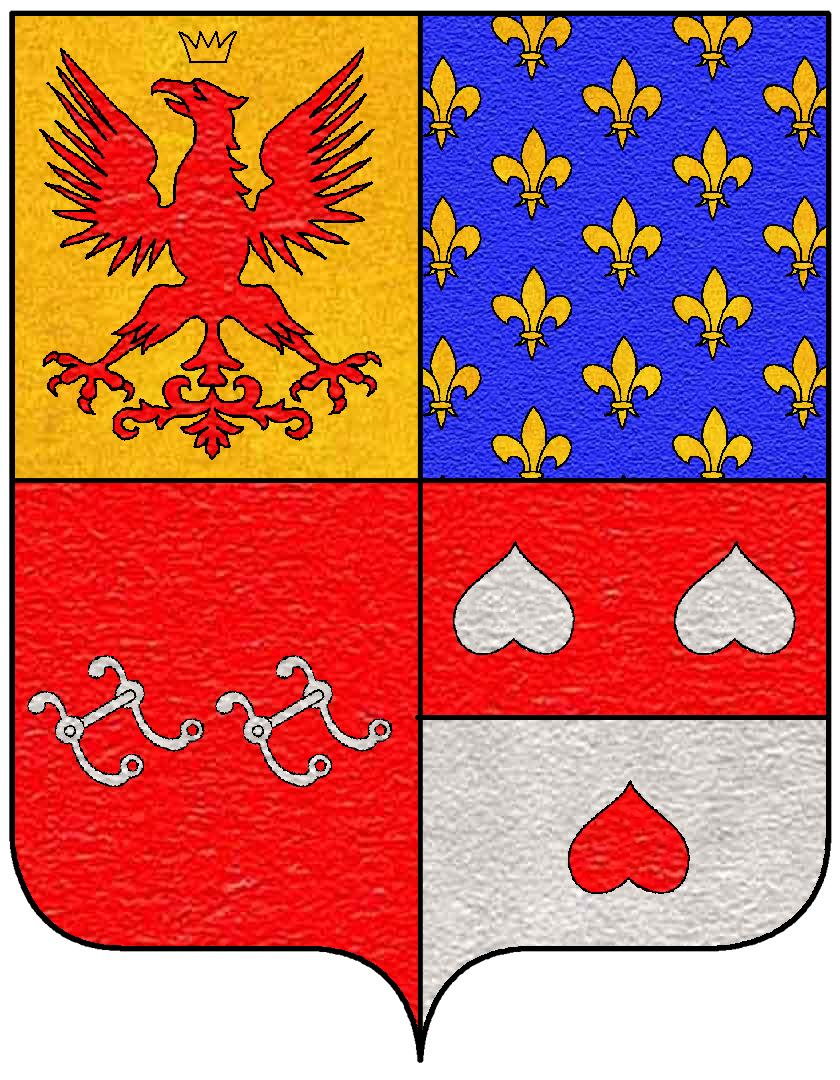
Stemma dei Martinengo-Colleoni

Tisbe Martinengo (Brescia, 1410 circa – 1471) è stata una nobile italiana.

## Biografia
Discendente della nobile famiglia Martinengo, nel 1439 sposò il condottiero Bartolomeo Colleoni e si stabilirono nel borgo di Martinengo, capitale del suo dominio, che comprendeva anche altri centri come Urgnano, Romano e Malpaga, sua residenza di rappresentanza. Si formò un'importante e potente famiglia, che prese il nome di Martinengo Colleoni.
Morì nel 1471 e per suo volere il marito Bartolomeo fece edificare a Martinengo il monastero di Santa Chiara.

## Discendenza
Bartolomeo e Tisbe ebbero tre figlie:
- Ursina (1434-1475),[6] figlia primogenita, sposò Gherardo II Martinengo, che divenne conte di Malpaga come successore del suocero, tra i principali collaboratori militari del Colleoni. I figli di Ursina presero il nome di Martinengo-Colleoni e furono i maggiori beneficiari del suo testamento;
- Caterina (1440-1500), sposò Gaspare Martinengo, tra i principali collaboratori militari del Colleoni; diedero origine ai "Martinengo delle Pallata"[7];
- Isotta, sposò Giacomo Francesco Martinengo tra i principali collaboratori militari del Colleoni; diedero origine ai "Martinengo della Motella".